# Danh sách đô thị tại Cáceres
Đây là danh sách các đô thị ở tỉnh Cáceres trong cộng đồng tự trị Extremadura, Tây Ban Nha.
| Tên                       | Dân số (2002) |
| ------------------------- | ------------- |
| Abadía                    | 297           |
| Abertura                  | 509           |
| Acebo                     | 784           |
| Acehuche                  | 925           |
| Aceituna                  | 657           |
| Ahigal                    | 1.479         |
| Alagón del Río            | 932 (2017)    |
| Albalá                    | 859           |
| Alcántara                 | 1.769         |
| Alcollarín                | 343           |
| Alcuéscar                 | 2.919         |
| Aldea del Cano            | 772           |
| La Aldea del Obispo       | 353           |
| Aldeacentenera            | 899           |
| Aldeanueva de la Vera     | 2.463         |
| Aldeanueva del Camino     | 836           |
| Aldehuela de Jerte        | 367           |
| Alía                      | 1.321         |
| Aliseda                   | 2.101         |
| Almaraz                   | 1.425         |
| Almoharín                 | 2.142         |
| Arroyo de la Luz          | 6.522         |
| Arroyomolinos             | 1.135         |
| Arroyomolinos de la Vera  | 564           |
| Baños de Montemayor       | 718           |
| Barrado                   | 513           |
| Belvís de Monroy          | 606           |
| Benquerencia              | 118           |
| Berrocalejo               | 118           |
| Berzocana                 | 567           |
| Bohonal de Ibor           | 574           |
| Botija                    | 164           |
| Brozas                    | 2.329         |
| Cabañas del Castillo      | 523           |
| Cabezabellosa             | 485           |
| Cabezuela del Valle       | 2.310         |
| Cabrero                   | 415           |
| Cáceres                   | 84.439        |
| Cachorrilla               | 104           |
| Cadalso                   | 580           |
| Calzadilla                | 554           |
| Caminomorisco             | 1.265         |
| Campillo de Deleitosa     | 120           |
| Campo Lugar               | 1.198         |
| Cañamero                  | 1.838         |
| Cañaveral                 | 1.357         |
| Carbajo                   | 271           |
| Carcaboso                 | 1.087         |
| Carrascalejo              | 394           |
| Casar de Cáceres          | 4.757         |
| Casar de Palomero         | 1.289         |
| Casares de las Hurdes     | 649           |
| Casas de Don Antonio      | 218           |
| Casas de Don Gómez        | 336           |
| Casas de Millán           | 773           |
| Casas de Miravete         | 194           |
| Casas del Castañar        | 671           |
| Casas del Monte           | 925           |
| Casatejada                | 1.264         |
| Casillas de Coria         | 525           |
| Castañar de Ibor          | 1.262         |
| Ceclavín                  | 2.189         |
| Cedillo                   | 553           |
| Cerezo                    | 217           |
| Cilleros                  | 2.102         |
| Collado                   | 227           |
| Conquista de la Sierra    | 215           |
| Coria                     | 12.781        |
| Cuacos de Yuste           | 961           |
| La Cumbre                 | 1.121         |
| Deleitosa                 | 880           |
| Descargamaría             | 277           |
| Eljas                     | 1.198         |
| Escurial                  | 908           |
| Fresnedoso de Ibor        | 344           |
| Galisteo                  | 1.955         |
| Garciaz                   | 979           |
| La Garganta               | 593           |
| Garganta la Olla          | 1.157         |
| Gargantilla               | 478           |
| Gargüera                  | 181           |
| Garrovillas de Alconétar  | 2.457         |
| Garvín                    | 118           |
| Gata                      | 1.846         |
| El Gordo                  | 288           |
| La Granja                 | 392           |
| Guadalupe                 | 2.325         |
| Guijo de Coria            | 286           |
| Guijo de Galisteo         | 1.839         |
| Guijo de Granadilla       | 721           |
| Guijo de Santa Bárbara    | 467           |
| Herguijuela               | 428           |
| Hernán-Pérez              | 501           |
| Herrera de Alcántara      | 320           |
| Herreruela                | 326           |
| Hervás                    | 3.881         |
| Higuera                   | 110           |
| Hinojal                   | 428           |
| Holguera                  | 825           |
| Hoyos                     | 1.017         |
| Huélaga                   | 207           |
| Ibahernando               | 658           |
| Jaraicejo                 | 676           |
| Jaraíz de la Vera         | 6.754         |
| Jarandilla de la Vera     | 3.077         |
| Jarilla                   | 160           |
| Jerte                     | 1.327         |
| Ladrillar                 | 298           |
| Logrosán                  | 2.386         |
| Losar de la Vera          | 3.198         |
| Madrigal de la Vera       | 1.794         |
| Madrigalejo               | 2.122         |
| Madroñera                 | 3.127         |
| Majadas                   | 1.209         |
| Malpartida de Cáceres     | 4.412         |
| Malpartida de Plasencia   | 4.310         |
| Marchagaz                 | 307           |
| Mata de Alcántara         | 366           |
| Membrío                   | 883           |
| Mesas de Ibor             | 215           |
| Miajadas                  | 9.065         |
| Millanes                  | 217           |
| Mirabel                   | 790           |
| Mohedas de Granadilla     | 1.105         |
| Monroy                    | 1.014         |
| Montánchez                | 2.153         |
| Montehermoso              | 5.493         |
| Moraleja                  | 8.095         |
| Morcillo                  | 462           |
| Navaconcejo               | 2.122         |
| Navalmoral de la Mata     | 15.233        |
| Navalvillar de Ibor       | 494           |
| Navas del Madroño         | 1.511         |
| Navezuelas                | 708           |
| Nuñomoral                 | 1.668         |
| Oliva de Plasencia        | 276           |
| Palomero                  | 530           |
| Pasarón de la Vera        | 711           |
| Pedroso de Acim           | 134           |
| Peraleda de la Mata       | 1.506         |
| Peraleda de San Román     | 391           |
| Perales del Puerto        | 1.015         |
| Pescueza                  | 189           |
| La Pesga                  | 1.187         |
| Piedras Albas             | 186           |
| Pinofranqueado            | 1.593         |
| Piornal                   | 1.554         |
| Plasencia                 | 38.495        |
| Plasenzuela               | 503           |
| Portaje                   | 401           |
| Portezuelo                | 299           |
| Pozuelo de Zarzón         | 601           |
| Puerto de Santa Cruz      | 415           |
| Rebollar                  | 240           |
| Riolobos                  | 1.477         |
| Robledillo de Gata        | 164           |
| Robledillo de la Vera     | 325           |
| Robledillo de Trujillo    | 490           |
| Robledollano              | 409           |
| Romangordo                | 190           |
| Rosalejo                  | 1.706         |
| Ruanes                    | 102           |
| Salorino                  | 732           |
| Salvatierra de Santiago   | 434           |
| San Martín de Trevejo     | 959           |
| Santa Ana                 | 351           |
| Santa Cruz de la Sierra   | 346           |
| Santa Cruz de Paniagua    | 417           |
| Santa Marta de Magasca    | 287           |
| Santiago de Alcántara     | 741           |
| Santiago del Campo        | 326           |
| Santibáñez el Alto        | 537           |
| Santibáñez el Bajo        | 994           |
| Saucedilla                | 627           |
| Segura de Toro            | 205           |
| Serradilla                | 1.864         |
| Serrejón                  | 485           |
| Sierra de Fuentes         | 1.821         |
| Talaván                   | 967           |
| Talaveruela de la Vera    | 424           |
| Talayuela                 | 10.328        |
| Tejeda de Tiétar          | 1.015         |
| Toril                     | 202           |
| Tornavacas                | 1.334         |
| El Torno                  | 925           |
| Torre de Don Miguel       | 638           |
| Torre de Santa María      | 711           |
| Torrecilla de los Ángeles | 768           |
| Torrecillas de la Tiesa   | 1.154         |
| Torrejón el Rubio         | 654           |
| Torrejoncillo             | 3.462         |
| Torremenga                | 626           |
| Torremocha                | 1.227         |
| Torreorgaz                | 1.670         |
| Torrequemada              | 613           |
| Trujillo                  | 9.456         |
| Valdastillas              | 358           |
| Valdecañas de Tajo        | 230           |
| Valdefuentes              | 1.491         |
| Valdehúncar               | 221           |
| Valdelacasa de Tajo       | 484           |
| Valdemorales              | 268           |
| Valdeobispo               | 809           |
| Valencia de Alcántara     | 6.136         |
| Valverde de la Vera       | 540           |
| Valverde del Fresno       | 2.654         |
| Viandar de la Vera        | 306           |
| Villa del Campo           | 629           |
| Villa del Rey             | 179           |
| Villamesías               | 345           |
| Villamiel                 | 682           |
| Villanueva de la Sierra   | 615           |
| Villanueva de la Vera     | 1.951         |
| Villar de Plasencia       | 256           |
| Villar del Pedroso        | 779           |
| Villasbuenas de Gata      | 505           |
| Zarza de Granadilla       | 1.749         |
| Zarza de Montánchez       | 617           |
| Zarza la Mayor            | 1.666         |
| Zorita                    | 1.925         |